# جين رول
جين رول (بالإنجليزية: Jane Rule)‏‏ (28 مارس 1931 - 27 نوفمبر 2007 ) كاتِبة، وروائية، وأستاذة جامعية من كندا.

## روابط خارجية
- جين رول على موقع IMDb (الإنجليزية)
- جين رول على موقع الموسوعة البريطانية (الإنجليزية)
- جين رول على موقع إن إن دي بي (الإنجليزية)
- جين رول على موقع قاعدة بيانات الفيلم (الإنجليزية)